# Ceroplastes cistudiformis
Ceroplastes cistudiformis är en insektsart som beskrevs av Cockerell 1893. Ceroplastes cistudiformis ingår i släktet Ceroplastes och familjen skålsköldlöss. Inga underarter finns listade i Catalogue of Life.